# Coquelourde des jardins
Silene coronaria
Pour l’article homonyme, voir Coquelourde.
Espèce
Classification phylogénétique
La Coquelourde des jardins (Silene coronaria, anciennement Lychnis coronaria) est une plante herbacée vivace appartenant au genre Silene de la famille des Caryophyllacées.
D'origine plutôt méditerranéenne et montagnarde, elle est très cultivée, formant des massifs spectaculaires au feuillage argenté et aux fleurs d'un pourpre ou d'un grenat intense. À noter l'existence d'une variété horticole à fleurs blanches.

## Nomenclature
En 1753, Carl Linné est le premier à donner une description botanique de l’espèce sous le nom d’Agrostemma coronaria dans Species Plantarum 1: 436.
En 1792, un industriel et botaniste Joseph-Auguste Desrousseaux reclasse l’espèce dans le genre Lychnis dans un article publié de l’Encyclopédie méthodique. Botanique, de Lamarck.
La distinction entre Silene et Lychnis a longtemps été fluctuante. Mais des études morphologiques puis phylogénétiques (depuis les années 1990) ont montré que le genre Lychnis est enclavé dans Silene (qui alors ne serait pas monophylétique) et donc on regroupe aujourd’hui ces espèces sous le genre élargi Silene.
C’est le botaniste et entomologiste franco-suisse Joseph Philippe de Clairville qui est l’auteur du nom Silene coronaria (L.) Clairv., publié dans Manuel d'Herborisation en Suisse et en Valais 145, en 1811.

## Étymologie
Le nom de genre Silene vient du latin Silenus, « Silène » demi-dieu ventru, fils de Pan, père nourricier et compagnon de Bacchus, parce que la fleur de Silene vulgaris (Moench) Garck a un calice gonflé comme le ventre de Silène. Grec Σειληνός – Seilênos ou Σιληνός – Silênos. Le nom est introuvable chez Théophraste.
L’épithète spécifique coronaria vient du latin coronarius, -a, -um, participe passé de corono, « couronner ».

## Synonymes
Le nom Silene coronaria (L.) Clairv. a 3 synonymes homotypiques :
- Agrostemma coronaria L. dans Sp. Pl. : 436 (1753)
- Coronaria coronaria (L.) Huth in Helios 11 : 134 (1893), non validement publié.
- Lychnis coronaria (L.) Desr. dans J.B.A.M.de Lamarck, Encycl. 3 : 643 (1792)

## Dénominations vulgaires
En Suisse on l'appelle Silène coronaire, en italien Crotonella coronaria et en allemand Kron-Lichtnelke.

## Caractéristiques
Il s'agit d'une plante grisâtre très velue, à poils argentés et soyeux, à souche ligneuse, vivace pouvant vivre quelques années. Elle s’élève à 40–80 cm de hauteur et forme rapidement une touffe de 45 cm de diamètre.
Les feuilles sont opposées, ovales-oblongues à lancéolées.
Inflorescence en cymes bipares, fleurs à longs pédicelles. Le calice est oblong, tomenteux blanchâtre à 10 nervures inégales, à dents linéaires en alêne, tordues, plus courtes que les pétales. La corolle comporte cinq pétales légèrement échancrés, formés chacun d’un onglet muni de dents et d’un limbe perpendiculaire rouge-pourpre, formant une surface circulaire continue, formant comme une couronne, à l’origine du nom de l'espèce. La floraison va de juin à septembre.
Le fruit est une capsule, à 5 dents.
Organes reproducteurs :
- Type d'inflorescence : cyme bipare
- Répartition des sexes :  hermaphrodite
- Type de pollinisation :  entomogame
- Période de floraison :  mai à juillet (jusqu'en septembre dans les jardins)

Graine :
- Type de fruit :  capsule
- Mode de dissémination :  anémochore

Données d'après : Julve, Ph., 1998 ff. - Baseflor. Index botanique, écologique et chorologique de la flore de France. Version : 23 avril 2004. 

## Écologie
Selon POWO, l’aire de répartition naturelle de cette espèce s’étend de l’Europe centrale et du Sud-Est (Albanie Bulgarie Tchéquie-Slovaquie, ex-Yougoslavie, Grèce Hongrie Italie, Roumanie) à la Turquie, l’Iran du Nord et de l’Ukraine à l’Asie centrale à l’Himalaya  occidental.
Elle a été introduite en Europe (Espagne, Portugal, France, Allemagne, Suisse, Grande Bretagne, Pays scandinaves), États-Unis, Argentine du NE, Chili central, Maroc, Algérie où elle s’est naturalisée.
La Coquelourde des jardins peut se rencontrer dans plusieurs régions françaises mais également, à une plus grande échelle, en Asie mineure et jusqu'au Turkestan.
- Habitat type : friches vivaces, prairies maigres, xérophiles, médioeuropéennes
- Aire de répartition : européen méridional

En France, elle se rencontre dans les lieux incultes et rocailleux, dans le Sud-Ouest, le Sud-Est et le Centre, jusqu’à la Saône-et-Loire, l’Indre et la Sarthe ; absente de la région méditerranéenne.

En Suisse, elle est peu fréquente en Valais et subspontanée dispersée ailleurs. Elle est protégée sur tout le territoire.

## Utilisations
La coquelourde des jardins est très cultivée. Elle est très rustique et peut supporter des températures allant jusqu'à −15° C. Elle est également résistante à la sécheresse et peut se ressemer toute seule d'une année sur l'autre.
Elle se ressème à l’envie sur un sol léger, en formant des parterres denses de plantes au feuillage gris-clair et duveteux accompagné de nombreuses fleurs d’un rouge carminé, tout au long de l’été (de mai à aout-septembre). Habituée des terres rocailleuses et des conditions difficiles, c’est la reine des jardins sauvages ou pierreux.